# گرگ وال استریت (فیلم ۲۰۱۳)
گرگ وال استریت (انگلیسی: The Wolf of Wall Street) یک فیلم آمریکایی در ژانر کمدی سیاه و زندگی‌نامه‌ای به کارگردانی مارتین اسکورسیزی است که در ۲۰۱۳ منتشر شد. نویسندگی این فیلم بر عهدهٔ ترنس وینتر بوده که فیلم‌نامه‌اش را بر پایهٔ کتاب شرح حال ۲۰۰۷ به همین نام از جردن بلفورت نوشته‌است. این فیلم دیدگاه بلفورت در مورد پیشهٔ خود به‌عنوان یک کارگزار بازار سهام در شهر نیویورک را بازگو می‌کند و چگونگی فساد و کلاه‌برداری گستردهٔ شرکت استراتون اوکمونت در وال استریت و در نهایت سقوط او را به تصویر می‌کشد. لئوناردو دی‌کاپریو که یکی از تهیه‌کنندگان فیلم است، نقش بلفورت را ایفا می‌کند. جونا هیل، مارگو رابی، متیو مک‌کانهی، کایل چندلر، راب راینر، جان فاورو، ژان دوژاردن و جان برنثال از دیگر بازیگران فیلم هستند.
گرگ وال استریت نخستین بار در ۱۷ دسامبر ۲۰۱۳ در نیویورک سیتی به نمایش درآمد و در ۲۵ دسامبر ۲۰۱۳ از طریق پارامونت پیکچرز در ایالات متحده اکران شد. این نخستین فیلم بلند آمریکایی بود که به‌طور انحصاری از طریق توزیع دیجیتال منتشر شد. این فیلم از لحاظ تجاری با موفقیت همراه بود و در طول اکران خود ۳۹۲ میلیون دلار در سراسر جهان فروخت و به پرفروش‌ترین فیلم اسکورسیزی تبدیل شد. این فیلم بر سر نمایش مبهم و اخلاقی خود از وقایع، عدم دلسوزی با قربانیان، محتوای جنسی صریح، دشنام‌گویی شدید، به تصویر کشیدن مواد مخدر و استفاده از حیوانات در حین ساخت جنجال برانگیخت. در این فیلم بیش از هر فیلم دیگری از واژه‌های فحاشی استفاده شده و به همین دلیل نامش در رکوردهای جهانی گینس ثبت شده‌است.
این فیلم به‌طور کلی نقدهای مثبتی از سوی منتقدان دریافت کرد و با چندین انتقادات اخلاقی نیز روبه‌رو بود. این فیلم نامزد چندین جایزه از جمله پنج جایزه در هشتاد و ششمین دوره جوایز اسکار شد: بهترین فیلم، بهترین کارگردانی، بهترین فیلم‌نامه اقتباسی، بهترین بازیگر نقش اول مرد (برای دی‌کاپریو) و بهترین بازیگر نقش مکمل مرد (برای هیل). دی کاپریو در هفتاد و یکمین مراسم گلدن گلوب برنده جایزهٔ بهترین بازیگر مرد فیلم موزیکال یا کمدی شد و فیلم نیز در همان مراسم نامرد دریافت جایزهٔ بهترین فیلم موزیکال یا کمدی شده بود.

## خلاصه داستان
در سال ۱۹۸۷، جردن بلفورت به عنوان کارگزار بورس وال استریت در شرکت کارگزاری L.F.Rothschild، زیر نظر مارک هانا مشغول به کار می‌شود. او به سرعت شیفتهٔ رسم و رسوم کارگزاران بورس در مصرف مواد مخدر و اعتقادات هانا می‌شود که باور دارد تنها هدف یک کارگزار، درآوردن پول است. جردن در دوشنبه سیاه (بزرگ‌ترین رکود بازار سهام در طی یک روز در تاریخ آمریکا)، شغل خود را از دست می‌دهد و در یک شرکت کارگزاری کوچک در لانگ آیلند که مخصوص سهام خرد است، مشغول به کار می‌شود. به لطف استعدادی که جردن در متقاعد کردن مشتری‌ها دارد و همچنین بالا بودن کمیسیون‌های این سهام، جردن پول نسبتاً خوبی به جیب می‌زند.
جردن با همسایه خود دنی آزوف دوست می‌شود و این دو شرکت خود را تأسیس می‌کنند. آن‌ها چندین نفر از دوستان جردن که در کار چاق کنی مهارت دارند را استخدام می‌کنند. تاکتیک‌ها و شگردهای جردن در فروش سهام که در واقع نوعی کلاهبرداری است، تا حد زیادی به موفقیت آن‌ها کمک می‌کند. جردن برای اینکه بتواند روی این کلاهبرداری‌ها سرپوش بگذارد و به نوعی به آن اعتبار ببخشد، در سال ۱۹۸۹ شرکت Stratton Oakmont را تأسیس می‌کند.
پس از مشهور شدن جردن در فوربز، صدها سرمایه‌گذار جوان بلندپرواز به شرکت او سرازیر می‌شوند. جردن روز به روز موفق تر می می‌شود و به عیاشی و مواد مخدر روی می‌آورد. هنگامی که همسر جردن متوجه می‌شود که او با زنی به نام نائومی لاپاگلیا رابطه دارد، او را طلاق می‌دهد و در سال ۱۹۹۱ با نائومی ازدواج می‌کند. در همین حین، کمیسیون بورس آمریکا و FBI، تحقیقات خود بر روی Stratton Oakmont را آغاز می‌کنند.
در سال ۱۹۹۳، جردن پس از عرضه اولیه سهام استیو مدن، به‌طور غیرقانونی در مدت سه ساعت، ۲۲ میلیون دلار درآمد کسب می‌کند. این موضوع باعث می‌شود تا او و شرکتش بیشتر مورد توجه FBI قرار می‌دهد. جردن برای پنهان کردن پول خود، به کمک یک بانکدار فاسد سوئیسی به نام سورل، یک حساب بانکی را در سوئیس به نام اِما خاله همسرش  که اهل انگلیس است باز می‌کند تا دور از دسترس مقامات آمریکایی باشد. او با کمک همسر و دوستش برد بودنیک که گذرنامه اروپایی دارند پول‌ها را به سوئیس قاچاق می‌کنند.
در حین یک نزاع خیابانی بین دنی و برد، برد دستگیر می‌شود اما دنی فرار می‌کند. برد، دنی و جردن را به پلیس لو نمی‌دهد. جردن از طریق کارآگاه خصوصی خود می‌فهمد که FBI در حال شنود تماس‌های وی است. پدر جردن به او توصیه می‌کند که Stratton Oakmont را ترک کند و از کار فاصله بگیرد اما جردن طاقت دوری از کار را ندارد. در سال ۱۹۹۶، جردن، دنی و همسرانشان در حین سفر با قایق تفریحی به ایتالیا متوجه می‌شوند که خالهٔ نائومی بر اثر سکته قلبی فوت کرده‌است. جردن تصمیم می‌گیرد بلافاصله برای تسویه حساب بانکی به سوئیس سفر کند. برای دور زدن بازرسی‌های مرزی، با قایق بادبانی خود به موناکو می‌رود اما قایق در طوفان غرق می‌شود. پس از نجات آن‌ها، هواپیمای فرستاده شده برای انتقال آن‌ها به ژنو به‌طور تصادفی نابود می‌شود. جردن این اتفاق را به عنوان معجزه ای از طرف خدا تلقی می‌کند و تصمیم می‌گیرد تا به خودش بیاید.
دو سال بعد، FBI جردن را دستگیر می‌کند زیرا سورل که در فلوریدا به خاطر اتهامات نامربوطی دستگیر شده بود، جردن را به FBI لو می‌دهد. از آنجا که شواهد علیه جردن بسیار زیاد است، جردن موافقت می‌کند تا در ازای تخفیف مجازاتش، شواهدی علیه همکاران خود جمع‌آوری کند. نائومی در خانه به جردن می‌گوید که از او طلاق می‌گیرد و خواستار حضانت کامل دختر و پسر نوزادشان است. کمی بعد، جردن برای همکاری با FBI شنودی به خود وصل می‌کند اما با یادداشتی این موضوع را به دانی هشدار می‌دهد. اما FBI به این موضوع پی برده و جردن را دستگیر می‌کند و به Stratton Oakmont حمله کرده و آن را تعطیل می‌کند. جردن علیرغم نقض عهد خود، به دلیل شهادت دادنش، از کاهش مجازات ۳۶ ماهه در یک زندان امنیتی برخوردار می‌شود و پس از گذراندن ۲۲ ماه آزاد می‌شود. پس از آزادی، جردن را می‌بینیم که در سمیناری در مورد تکنیک‌های فروشندگی در حال سخنرانی است.

## بازیگران
- لئوناردو دیکاپریو در نقش جردن بلفورت
- جونا هیل در نقش دنی پوراش
- مارگو رابی در نقش نائومی لاپاگلیا
- متیو مک کانهی در نقش مارک هنا
- کایل چندلر در نقش پاتریک دنم
- راب رینر در نقش مد مکس بلفورت
- جان برنثال در نقش برد بادنیک
- جان فاورو در نقش مانی ریسکین
- ژان دوژاردن در نقش ژان ژاک سورل
- جوانا لامبی در نقش عمه اما
- کریستین میلیوتی در نقش ترزا پتریلو
- کریستین ابرسول در نقش لی بلفورت
- شیا ویگهام در نقش کاپیتان تد بیکام
- کاترینا کاس در نقش چانتل بودنیک
- پی. جی. برن در نقش نیکی راگرت کسکوف
- کنت چوی در نقش چستر مینگ
- برایان ساکا در نقش رابی پینهد فینبرگ
- هنری زبروسکی در نقش آلدن کاپفربرگ
- استفانی کارتزوبا در نفش کیمی بالزر
- اتان سوپلی در نقش توبی ولش
- بری روثبارت در نقش پیتر دیبلاسیو
- جیک هافمن در نقش استیو مادن
- مکنزی میهان در نقش هیلدی آزوف
- اسپایک جونز در نقش دواین
- بو دیتل در نقش بو دیتل
- جان اسپینوگاتی در نقش نیکلاس
- مدیسون مک‌کینلی گارتون در نقش هایدی
- آیا کش در نقش جانت
- توماس میداتیچ در نقش استراتون بروکر
- جردن بلفورت در نقش اصلی میزبان
- دانیل فلاهرتی

## افتخارات
- نامزد اسکار بهترین بازیگر نقش اول مرد برای لئوناردو دی کاپریو
- نامزد اسکار بهترین بازیگر نقش مکمل مرد برای جونا هیل
- نامزد اسکار بهترین کارگردانی برای مارتین اسکورسیزی
- نامزد اسکار بهترین فیلمنامه اقتباسی برای ترنس وینتر
- نامزد اسکار بهترین فیلم برای مارتین اسکورسیزی و لئوناردو دی کاپریو و جوی مک فارلند و رایزا عزیز
- نامزد جایزه گلدن گلوب بهترین فیلم موزیکال یا کمدی
- برنده جایزه گلدن گلوب بهترین بازیگر نقش اول مرد موزیکال یا کمدی برای لئوناردو دی کاپریو
- نامزد بفتای بهترین بازیگر نقش اول مرد
- نامزد بفتای بهترین فیلمنامه اقتباسی
- نامزد بفتای بهترین بازیگر نقش اول مرد